# Урарту (футбольний клуб)
«Урарту» (вір. Ֆուտբոլային Ակումբ „Բանանց“ Երեւան) — вірменський футбольний клуб з Єревана. Заснований в 1992 році в місті Абовян.

## Історія
Клуб був заснований 20 січня 1992 року в місті Абовян (Котайк) вірменським підприємцем Саркисом Ісраеляном і названий ним на честь свого рідного села Бананц (нині Баян) в Азербайджані. У 1995 клуб наздоганяє фінансова криза і керівництво області вирішує об'єднати дві команди, які представляють дану область «Котайк» і «Бананц» в «Котайк» Абовян. У 2001 році клуб відроджується його засновником, тепер вже в Єревані, але під колишньою назвою. Клуб відразу входить до складу учасників першості Прем'єр ліги. У 2003 році відбулося об'єднання клубу «Бананц» з клубом «Спартак» (Єреван), оскільки керівником обох клубів був Саркис Ісраелян. Тільки виникла проблема назви майбутнього клубу. У результаті знайшли компроміс: яка команда виступить краще в чемпіонаті, її назву й отримає майбутній клуб. «Бананц» виступив краще.
У липні 2004 року Бананц зустрічався із маріупольським Іллічівцем у рамках Кубка УЄФА 2004-05. Обидві гри завершилися із поразкою вірменського клубу із рахунком 0:2.
2 серпня 2019 року клуб був перейменований на Урарту.
У липні 2024 року Естонія відмовила у візах чотирьом російським футболістам, що грали за клуб.. Вони приїхали на матч кваліфікації Ліги конференцій проти Калева.

## Досягнення
- Чемпіон Вірменії (2): 2014, 2023
- Срібний призер Чемпіонату Вірменії (6): 1992, 2003, 2006, 2007, 2010, 2018
- Володар Кубка Вірменії (4): 1992, 2007, 2016, 2023
- Фіналіст Кубка Вірменії (7): 2003, 2004, 2008, 2009, 2010, 2022, 2024
- Володар Суперкубок Вірменії (1): 2014
- Фіналіст Суперкубка Вірменії (5): 2005, 2008, 2010, 2011, 2016

## Участь у єврокубках
| Сезон   | Турнір         | Раунд | Суперник                 | 1 матч | 2 матч | Загалом |
| ------- | -------------- | ----- | ------------------------ | ------ | ------ | ------- |
| 2003/04 | Кубок УЄФА     | КР    | Хапоель (Тель-Авів)      | 1:1    | 1:2    | 2:3     |
| 2004/05 | Кубок УЄФА     | 1КР   | Іллічівець (Маріуполь)   | 0:2    | 0:2    | 0:4     |
| 2005/06 | Кубок УЄФА     | 1КР   | Локомотив (Тбілісі)      | 2:3    | 2:0    | 4:3     |
| 2005/06 | Кубок УЄФА     | 2КР   | Дніпро (Дніпропетровськ) | 2:4    | 0:4    | 2:8     |
| 2006/07 | Кубок УЄФА     | 1КР   | Амері (Тбілісі)          | 1:0    | 1:2    | 2:2     |
| 2007/08 | Кубок УЄФА     | 1КР   | Янг Бойз                 | 1:1    | 0:4    | 1:5     |
| 2008/09 | Кубок УЄФА     | 1КР   | Ред Булл (Зальцбург)     | 0:7    | 0:3    | 0:10    |
| 2009/10 | Ліга Європи    | 1КР   | Широкі Брієг             | 0:2    | 1:0    | 1:2     |
| 2010/11 | Ліга Європи    | 1КР   | Анортосіс                | 0:3    | 0:1    | 0:4     |
| 2011/12 | Ліга Європи    | 1КР   | Олімпі (Руставі)         | 0:1    | 1:1    | 1:2     |
| 2014/15 | Ліга Чемпіонів | 1КР   | Санта Колома             | 0:1    | 3:2    | 3:3     |
| 2016/17 | Ліга Європи    | 1КР   | Омонія                   | 0:1    | 1:4    | 1:5     |
| 2018/19 | Ліга Європи    | 1КР   | Сараєво                  | 1:2    | 0:3    | 1:5     |
| 2019/20 | Ліга Європи    | 1КР   | Чукарички                | 0:3    | 0:5    | 0:8     |

Жирним виділено домашні ігри

## Відомі гравці
- Костянтин Одольський
- Сергій Сизихін